# Sancho al VII-lea al Navarei

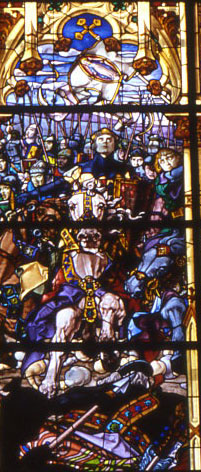
Sancho al VII-lea pe vitraliile unei biserici din Roncesvalles, Navarre

Sancho al VII-lea (n. 1154, Tudela, Navarra, Spania – d. 7 aprilie 1234, Tudela, Navarra, Spania), numit și cel Puternic sau cel Prudent, a fost regele Navarei din 1194 până la moartea sa. 
A fost, probabil, fiul cel mai mare al lui Sancho al VI-lea al Navarei și a Sanchei, fiica lui Alfonso al VII-lea al Leonului și Castiliei, născut la scurt timp după căsătoria lor, probabil în Tudela, reședința lor obișnuită. El a fost fratele mai mare al Berengariei, care a fost căsătorit cu Richard I al Angliei în 1191 pe insula Cipru, în drum spre țara Sfântă pentru a treia cruciadă. Sancho și Richard au reputația de a fi fost buni prieteni și aliați apropiați, chiar înainte de căsătorie. Francezii au profitat de captivitate lui Richard în Germania și au capturat anumite cetăți cheie ale domeniilor angevine, inclusiv Loches. Când Richard s-a întors la terenurile sale continentale în 1194, cavalerii lui Sancho asediau castelul pentru el. De îndată ce Richard a ajuns, Sancho a fost nevoit să se întoarcă în Navara, la vestea morții tatălui său. El a fost încoronat în Pamplona pe 15 august.
Conducerea sa a fost decisivă în bătălia de la Las Navas de Tolosa în anul 1212. În acest angajament, forțele creștine ale lui Sancho, Alfonso, Afonso al II-lea al Portugaliei, și Petru al II-lea de Aragon, s-au aliat pentru a învinge forțele lui Almohad Caliph Muhammad an-Nasir. Relațiile sale cu țările de la nord de Pirinei au fost mai bune decât cele castiliene. Mai multe regiuni din Pirinei s-au declarat vasali ai săi și au încheiat tratate cu Ioan al Angliei și cu diferiți regi aragonezi din timpul său, Petru al II-lea și James I. 
Ca rezultat a unei boli prelungite și dureroase, începând cu un ulcer varicos la piciorul drept și de obezitatea sa, Sancho s-a retras la Tudela, atunci când sora sa mai mică, Bianca, a venit la Champagne și a preluat administrarea regatului, până când a murit în 1229. Sora mai mare, Berengaria, regina Angliei, a murit în 1232, lăsându-l pe Sancho singur printre copii lui Sancho al VI-lea. Când a murit în castelul său de la Tudela, probabil din cauza complicațiilor legate de ulcerul de la picior, fiica lui, Blancha Theobald, a fost recunoscută ca fiind următorul monarh din Navara, pe 7 aprilie. 